# Белгрејд (Небраска)
Белгрејд (енгл. Belgrade) село је у америчкој савезној држави Небраска. По попису становништва из 2010. у њему је живело 126 становника.
Према попису САД, град има укупну површину од 0,5 km².

## Занимљивости
Ово је један од 8 градова у САД са овим именом.

## Демографија
|                   | 2010.        | 2000.        |
| Укупно            | 126 (100,0%) | 134 (100,0%) |
| Белци             | 125 (99,21%) | 134 (100,0%) |
| Хиспаноамериканци | 1 (0,794%)   | 0 (0,000%)   |
| Афроамериканци    | 0 (0,000%)   | 0 (0,000%)   |
| Азијати           | 0 (0,000%)   | 0 (0,000%)   |